# C/2011 Q2 (Макнота)
C/2011 Q2 (Макнота) — одна з гіперболічних комет. Комету 26 серпня 2011 року відкрив Роберт Макнот, коли мала зоряну величину 14,5m.